# Хуторской сельсовет (Астраханская область)
Хуторско́й сельсове́т — муниципальное образование в составе Володарского района Астраханской области, Российская Федерация. Административный центр — село Новый Рычан.

## Географическое положение
Сельсовет граничит с запада с территориями Приволжского района, с севера — с муниципальным образованием «Поселок Винный», с востока — Актюбинским сельсоветом, с юга — с Тулугановским сельсоветом.
Граница сельсовета начинается от точки пересечения границы МО «Поселок Винный» и границы Приволжского района и проходит в северо-восточном направлении до автодороги Астрахань — Володарский, пересекает её и идет в том же направлении по суходолу протяженностью 1100 м до ерика Армянка, по его середине на восток на протяжении 250 м, поворачивает в юго-восточном направлении по суходолу протяженностью 920 м, далее в северо-восточном направлении до безымянного ерика, идёт 150 м по его середине, пворачивает на юго-запад и идёт по суходольной границе протяженностью 2250 м до ерика Харлак, идёт по его середине на протяжении 300 м, до автодороги Астрахань — Володарский, её и идет до ерика Сусловский на протяжении 220 м, затем в северо-восточном направлении по суходольной границе на протяжении 670 м до автодороги Астрахань — Новый Рычан, пересекает её и идет по суходолу протяженностью 320 м до автомобильной дороги Астрахань — Володарский, пересекает её и идет в восточном направлении по суходолу протяженностью 1820 м до ерика Шарипкин, далее по его середине в северо-восточном направлении протяженностью 630 м до ерика Гранной, поворачивает на юго-восток, идя по его середине до безымянного озера, далее 100 м в юго-восточном направлении по середине озера без названия, а далее по суходольной границе в юго-западном направлении протяженностью 1000 м, затем в северо-западном — 300 м, далее в юго-западном — 470 м, затем в юго-восточном — 1070 м, далее в северо-восточном — 570 м, затем в юго-восточном — 230 м, пересекает автодорогу Астрахань — Володарский, проходит по суходолу в юго-восточном направлении протяженностью 730 м до безымянного ерика. Далее в юго-западном направлении по его середине до ерика Андреева Яма, по его середине ерика Андреева Яма до ерика Ильмаметьев, от него в юго-западном направлении до ерика без названия. Далее граница идет на северо-запад по середине ерика без названия до озера Караколь, идет вдоль берега, затем идет в западном направлении по суходолу протяженностью 2350 м до ерика без названия. Далее идет в северо-западном направлении по середине безымянного ерика до ерика Шарипкин, далее до реки Макарка, затем по её середине до ерика Старая Рыча, по его середине до реки Рыча. Далее граница проходит по середине реки Рыча в северо-западном направлении до реки Белый Ильмень, по её середине до ерика Глухая Армянка, затем по его середине до первоначальной точки.

## История
Название сельсовета происходит от села Хутор, ранее располагавшегося к северу от Нового Рычана. Первое упоминание в учетных данных о селе Новый Рычан в составе Архаровской волости Красноярского уезда в апреле 1920 года, затем в июле 1925 года село было включено в состав Могойского района, в июле 1926 года — в составе Красноярского района, в 1928 году — в составе Марфинского района, в 1931 году — в составе Володарского района, в 1944 году — вторично в составе Марфинского района, в 1963 году — в составе Красноярского района, в 1965 году — вновь в составе Володарского района.

## Население
| 2010  | 2012  | 2013  | 2014  | 2015  | 2016  | 2017  |
| ----- | ----- | ----- | ----- | ----- | ----- | ----- |
| 1196  | ↗1197 | ↗1201 | ↗1217 | ↘1216 | ↘1199 | ↘1197 |
| 2018  | 2019  | 2020  | 2021  |       |       |       |
| ↗1200 | ↘1191 | ↗1193 | ↗1399 |       |       |       |

Этнический состав
| Национальность | Численность (2010) | Процент |
| -------------- | ------------------ | ------- |
| Казахи         | 1091               | 91,2%   |
| Русские        | 75                 | 6,3%    |
| Аварцы         | 26                 | 2,2%    |
| Белорусы       | 4                  | 0,3%    |
| Всего          | 1196               | 100%    |

## Состав
В состав поселения входят следующие населённые пункты:
| Населённый пункт  | Население, человек (2010) |
| ----------------- | ------------------------- |
| Новый Рычан, село | 1184                      |
| Раздор, село      | 201                       |

## Объекты социальной сферы
На территории муниципального образования «Хуторской сельсовет» работает фельдшерско-акушерский пункт, относящийся к Володарской центральной районной больнице, открыт детский сад «Сказка» (с. Новый Рычан) на 65 детей, МКОУ «Новорычанская основная общеобразовательная школа» на 96 учеников, функционируют сельский дом культуры и Хуторская сельская библиотека, работает отделение почтовой службы.